# Brenthis triburniana
Brenthis triburniana är en fjärilsart som beskrevs av Hans Fruhstorfer 1908. Brenthis triburniana ingår i släktet Brenthis och familjen praktfjärilar. Inga underarter finns listade i Catalogue of Life.